# GKS Tychy
GKS Tychy ist ein professioneller Sportverein aus der polnischen Stadt Tychy, der im Eishockey, Fußball und Basketball aktiv ist.
Entstanden ist der Sportverein 1971 aus einer Fusion zwischen KS Polonia Tychy sowie einzelnen Abteilungen von KS Górnik Murcki und KS Górnik Wesoła. Betreiber ist die stadteigene Gesellschaft Tyski Sport SA, die an der Wertpapierbörse notiert wird. Die Abkürzung GKS steht nach einigen inhaberbedingten Namensänderungen seit 2008, wie bei der Gründung, wieder für Górniczy Klub Sportowy (dt. Bergbau-Sportverein).

## Eishockey
Die Wurzeln der Eishockeyabteilung reichen bis 1956. Aufgrund fünf gewonnener Meisterschaften und elf Pokalsiegen zählt sie mit Abstand zu den erfolgreichsten Eishockeymannschaften Polens. 2015 gewann sie sämtliche für polnische Eishockeymannschaften in einer Saison auf nationaler Ebene erreichbare Titel. Darüber hinaus unterhält sie mehrere Jugendmannschaften und eine eigene Frauenmannschaft unter dem Namen Atomówki, die ebenfalls erstklassig spielt.

## Fußball
Die Fußballabteilung spielt mit ihrer ersten Herrenmannschaft nach dem Ausbau des modernisierten städtischen Stadions nach einer Unterbrechung gegenwärtig in der 1. Liga, der zweithöchsten landesweiten Spielklasse in Polen. Größter Erfolg der Fußballabteilung war das Erreichen des polnischen Vizemeistertitels 1976. Sie betreibt eine eigene Fußballakademie für Nachwuchsspieler und unterhält seit 1995 auch eine eigene Futsalmannschaft, die seit 2006 in der höchsten polnischen Futsalliga spielt. Die Frauenmannschaft spaltete sich als eigenständiger Frauenfußballverein KKS Polonia Tychy 2010 ab.

## Basketball
Die Basketballabteilung entstand ebenfalls bereits 1971 und wurde aus mehreren Schülermannschaften gebildet, die bereits seit 1964 aktiv waren. Nach dem politischen Systemwechsel 1989 wurde die Ligateilnahme der Basketballmannschaft aus finanziellen Gründen zurückgezogen. Erst 1994 gelang wieder der aktive Spielbetrieb und seit 2014 ist sie in der zweithöchsten polnischen Basketballliga vertreten. Größter Erfolg der Basketballabteilung war bislang der Sieg des schlesischen Verbandspokals.